# Östra Yttringe gård

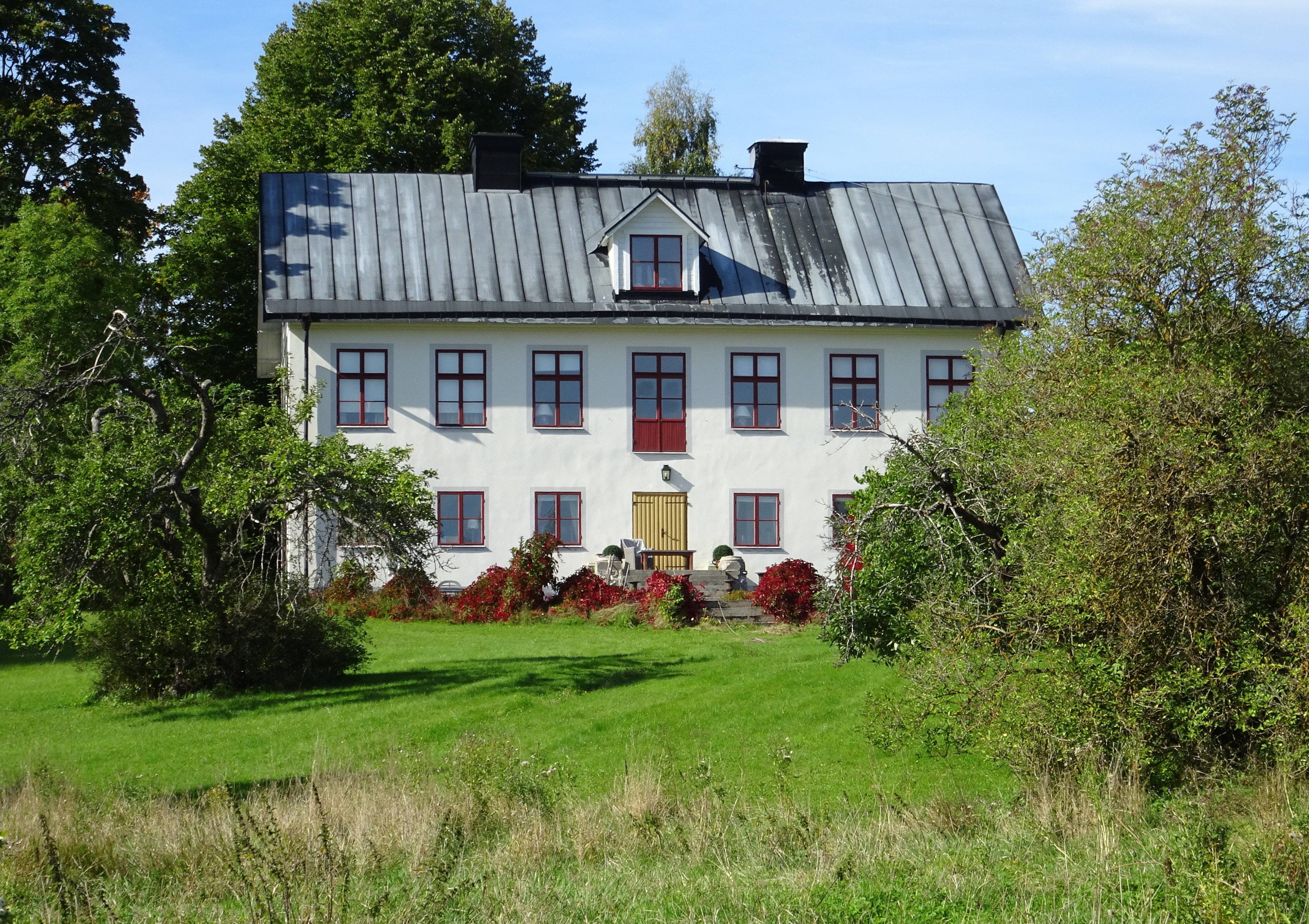
Östra Yttringe gård, huvudbyggnaden från sydost i september 2021.

Östra Yttringe är en historisk gård vid Elfviksvägen i kommundelen Yttringe i Lidingö kommun, Stockholms län. Gården är känd sedan medeltiden som ”Östra yttre ängen”. Östra Yttringe gård ingår i en kulturhistoriskt värdefull miljö som omfattas av kulturhistoriskt värdefulla byggnader i ett äldre kulturlandskap som ingår i Långängen-Elfviks naturreservat. Själva huvudbyggnaden från 1801 utgör med sin strama gestaltning ett tidstypiskt exempel för tidens mindre herrgårdar och är enligt kommunen ”en värdefull representant för det begynnande 1800-talet”.

## Historik

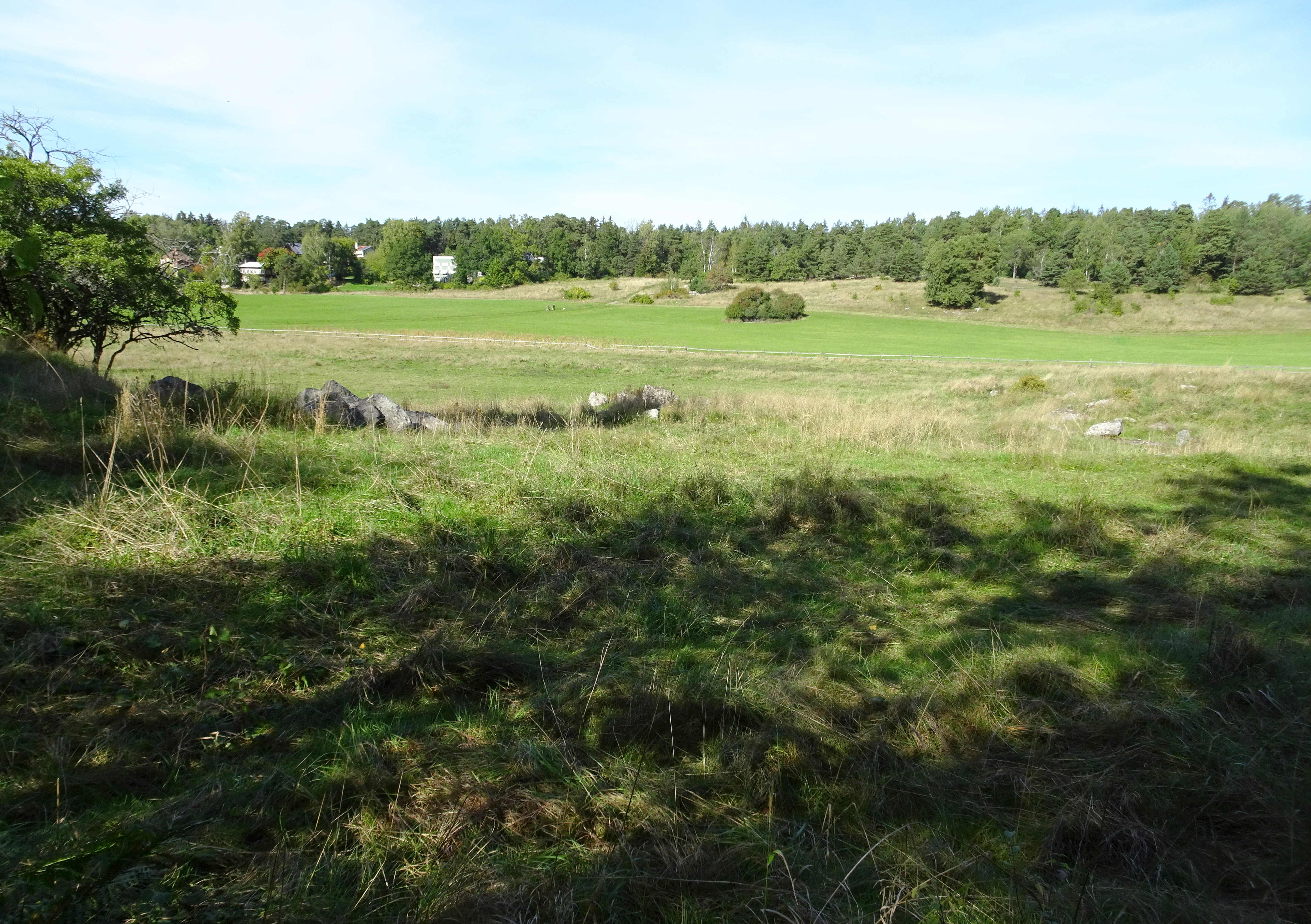
Östra Yttringe gamla tomt, 2021.

Yttringe omnämns i skrift redan den 15 maj 1381 som ytra ængia (yttre ängen). Namnet förekommer i ett köpebrev av Bo Jonsson (Grip) gällande förvärvet av Östra Yttringe. Troligen hörde gården under tidig medeltid till Rudboda gård och därför benämnts "de yttre ängarna" till denna gård som senare avskiljts och gett namn åt två nya gårdar, Västra och Östra Yttringe. 
Fram till 1774 var Östra Yttringe en av Lidingöns många gårdar som ingick i ätten Banérs fideikommiss på Djursholms slott. När fideikommisset upplöstes 1774 blev gårdarna självständiga jordbruksfastigheter som sedermera gav upphov till många kommundelsnamn i Lidingö kommun.
Innan Lidingön styckades låg Östra Yttringe längre västerut nära Gråviken. Platsen, kallad Östra Yttringe gamla tom, är numera ett fornminne med RAÄ-nummer: Lidingö 29:1. Här finns bebyggelselämningar inom ett område av 180 x 50 till 90 meter bestående av fem husgrunder och två källargrunder. En grund längst i sydväst är mycket framträdande och utgöres av en övertorvad stenvall i upp till tre skift och med en bredd av intill två meter. I mitten av denna grund märks en större grop. Mangårdsbyggnaden brann ner omkring 1770 och en ny uppfördes på sin nuvarande plats, strax söder om Elfviksvägen.

### Gården under Anders Nordell

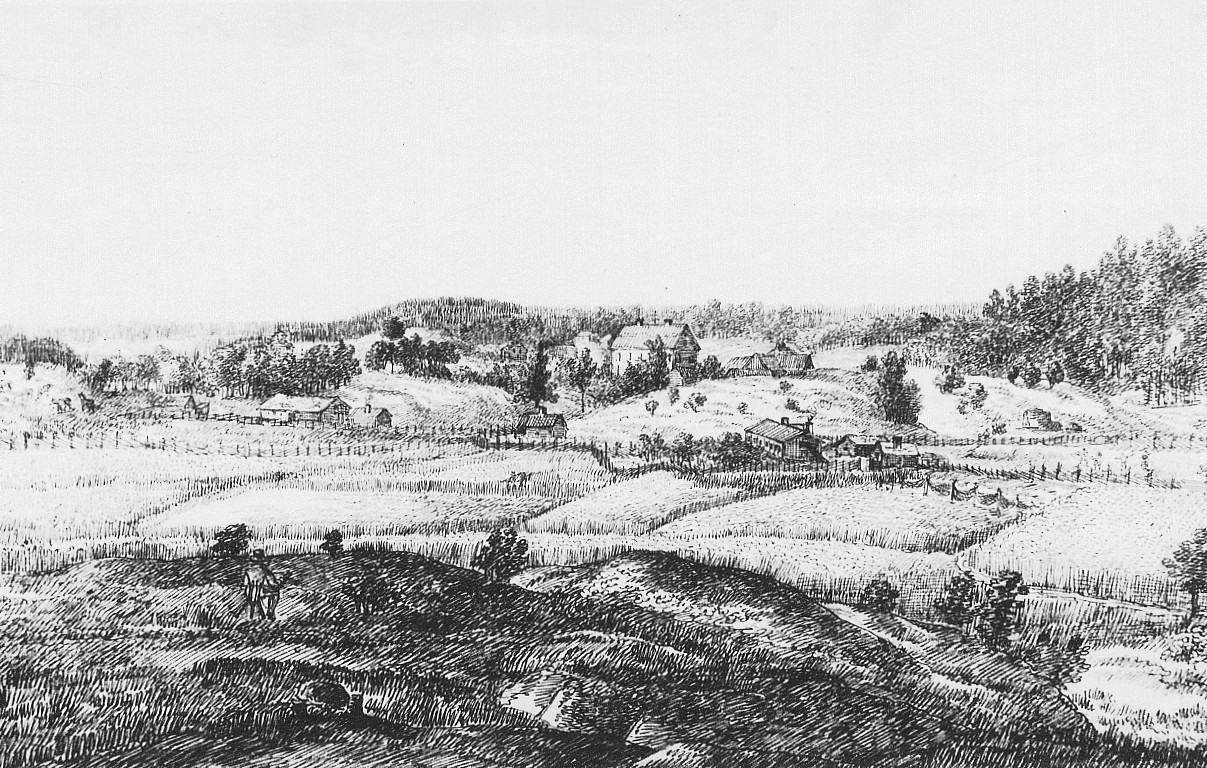
Östra Yttringe enligt en teckning av Axel Fredrik Cederholm 1816.

På 1790-talet förvärvades Östra Yttringe av häradshövdingen Anders Nordell. Han hade 1779 fått den stora domsaga i vilken Lidingö ingick. År 1784 gifte han sig med Gustava Ulrica (född Beckman), dotter till dåvarande ägaren av Islinge gård. 1801 lät Nordell uppföra nuvarande stenbyggnad. Troligen ingår det äldre huset delvis i nybygget. Östra Yttringe huvudbyggnad är ett vitputsat tvåvåningshus med inredd vind, byggt i tegel under ett plåttäckt sadeltak. Ursprungligen var fasaderna avfärgade i gul kulör och taket flackare. På nordvästra fasaden anger smidda ankarslut årtalet 1801 mellan ägarens initialer A och N. Än idag bevarar husets inre åtskilliga detaljer från byggnadstiden, bland annat bröstpanel, skurgolv och en kolonnkakelugn med dekor i gult, blått, grönt och violett som står i "Blå rummet" på övervåningen.
Nordells nybygge kritiserades av Peter Hinrik Schön, grannen på Ekholmsnäs gård, vid södra sidan av Kyrkviken. Schön hävdade att Nordells tvåvåningshus var en osedvanlig ful byggnad som han kallade "kruthus" och menade bland annat "herr Nordells våningshus icke duger till annat än att nedgräva i jorden och helt säkert efter hans död kommer att inropas och raseras av någon patriot, på det ej åt eftervärlden må lämnas bevis av så ful smak i byggnadskonsten, som kunde sätta tidevarvets kunskap ifråga".
Östra Yttringes ägor omfattades under 1800-talet av cirka 70 tunnland öppen jord samt skog. Från gårdens jordbruksepok finns ett timrat och rödfärgat sädesmagasin kvar samt den vitrappade före detta statarbyggnaden från 1800-talets första hälft. Till egendomen hörde även gården Hustega (vilken gett upphov till namnet Hustegafjärden och Hustegaholm) som står vid infarten från Elfviksvägen strax öster om Östra Yttringes huvudbyggnad. Stället utgjorde före år 1829 en egen gårdsenhet. Östra Yttringe inklusive Hustega gård gränsade i öster till Långnäs gårds ägor, i väster mot Västra Yttringe och i norr mot Södergarns ägor med en kil av skogsmark upp mot Askrikefjärden öster om nuvarande Södergarns udde. 1829 övertogs egendomen av Nordells änka Gustava Ulrica och efter hennes död 1842 av svärsonen kofferdikapten Karl Gustav Himberg. Efter hans död 1846 var den Nordellska epoken till ända.

### Gården under Oskar Dalin

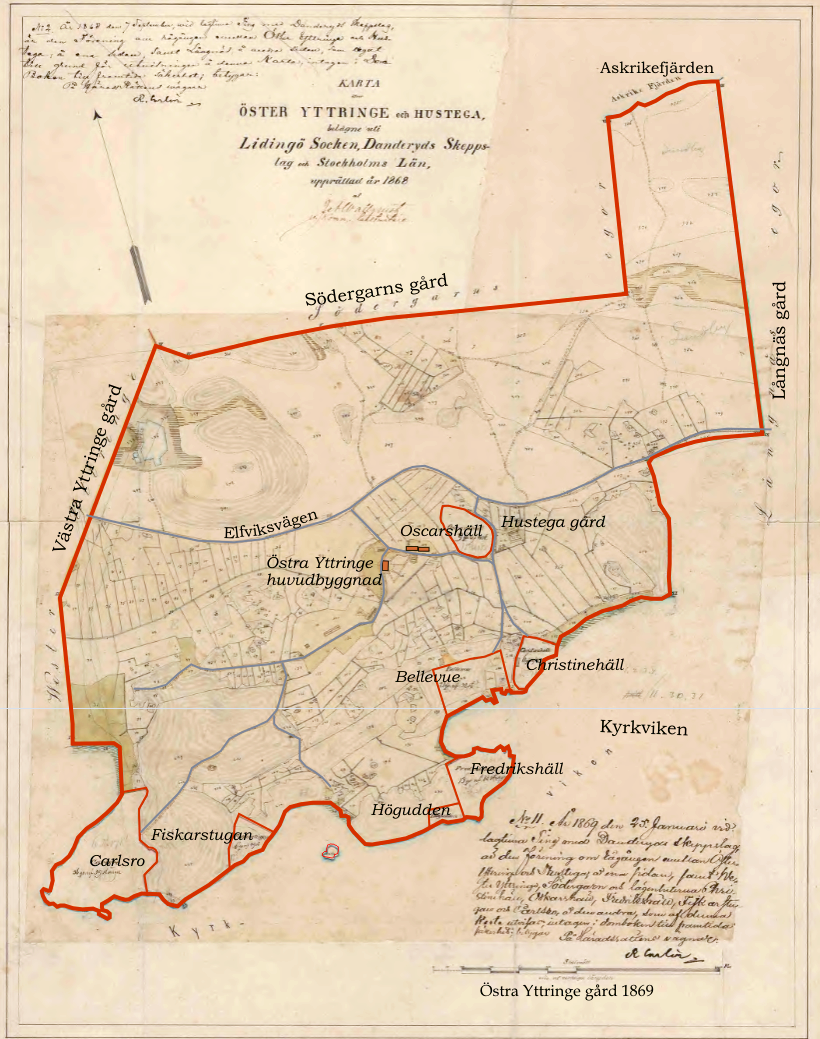
Östra Yttringe gårds ägor och avstyckade fastigheter, 1869.

År 1857 tillträdde läderhandlaren Oskar Dahlin som ny ägare. Under åren 1866-1869 avstyckade han ett antal fastigheter från stamfastigheten Östra Yttringe, de flesta vackert belägna vid Hustegafjärden. Köparna var välbärgade Stockholmare som lockats av Lidingöns vackra natur. Tomtarna bebyggdes med villor som bara beboddes sommartid och som sedermera kom att kallas sommarnöjen och sommarvillor. Sommarhusen på Östra Yttringe är därmed några av stockholmstraktens äldsta i sitt slag. De är fortfarande bevarade och numera välvårdade privata året runt-bostäder.
Från väster till öster:
- Karlsro
- Tomtebo
- Eriksberg (även kallad Högudden)
- Fredrikshäll
- Bellevue
- Oskarshäll (vid Elfviksvägen)
- Kristinehäll
- Kristinetjäll
- Gustavsberg

Vid Hustegafjärdens nordvästra strand och sundet till Gråviken ligger Karlsro som styckades av från Östra Yttringe 1868. Samma år uppfördes huvudbyggnaden, en gulputsad byggnad i två våningar under sadeltak. På en liten udde i Hustegafjärden står den åttkantiga glaspaviljongen med byggår 1877. Den har sin ursprungliga dekorerade prägel kvar, och är numera ett känt sjömärke i fjärden. Vid stranden står en sommarvilla, som byggdes på 1880-talet.
På platsen för Kristinehäll låg sedan tidigt 1800-tal en enkel knuttimrad fiskarstuga. Kristinehälls huvudbyggnad byggdes kring 1865 för vinhandlare Johan Björck (1807–1899). Hans sommarnöje utökades på 1880-talet med ytterligare ett våningsplan och dubbla verandor mot sjösidan, dekorerade med lövsågerier. Sedan 1980-talet är Kristinehäll tillsammans med bland annat den strandnära 1870-talsvillan Kristinetjäll, inredda som året runt-bostäder.

### Gårdens avstyckade fastigheter (urval)

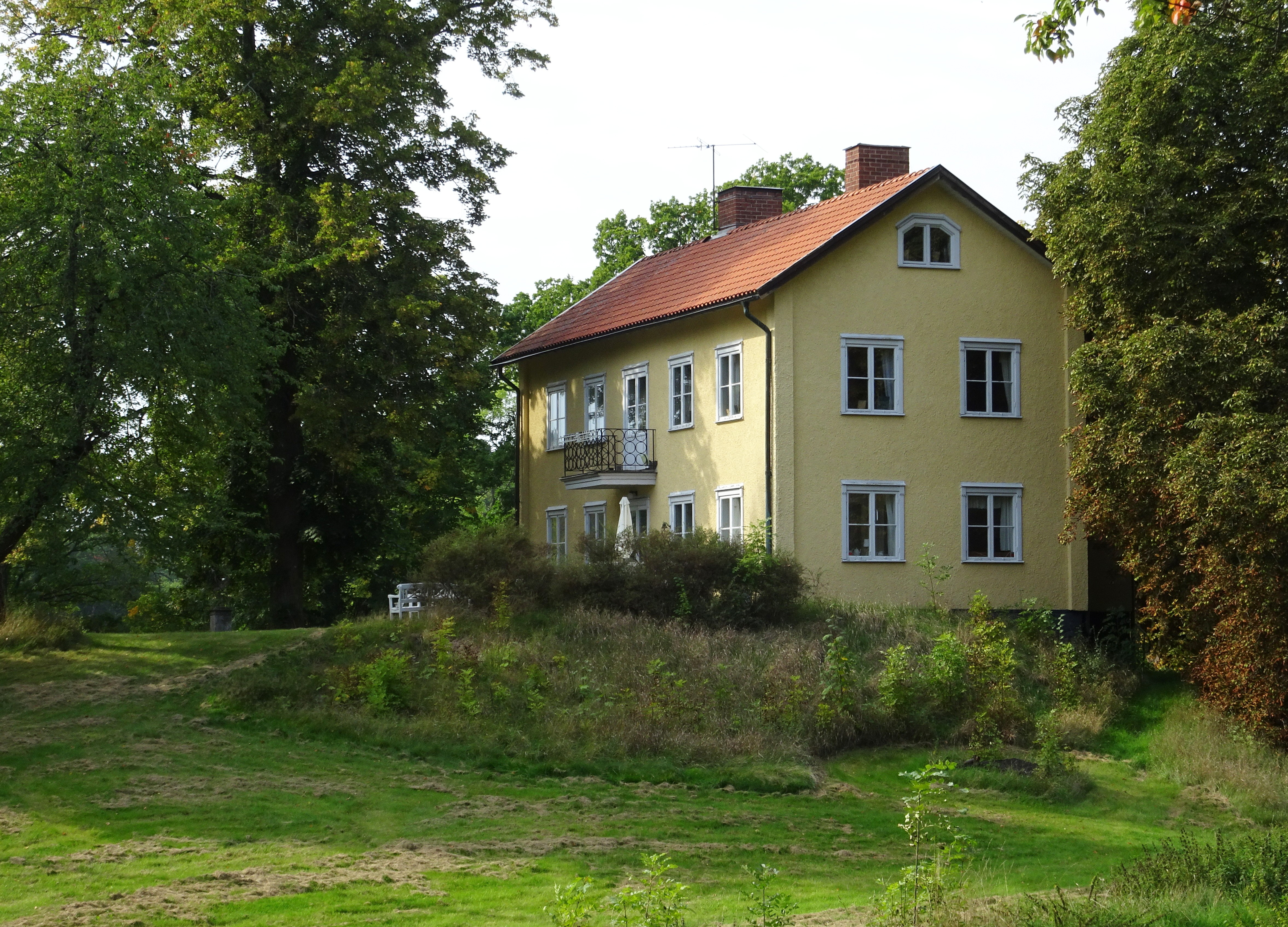
Karlsro (huvudbyggnad).
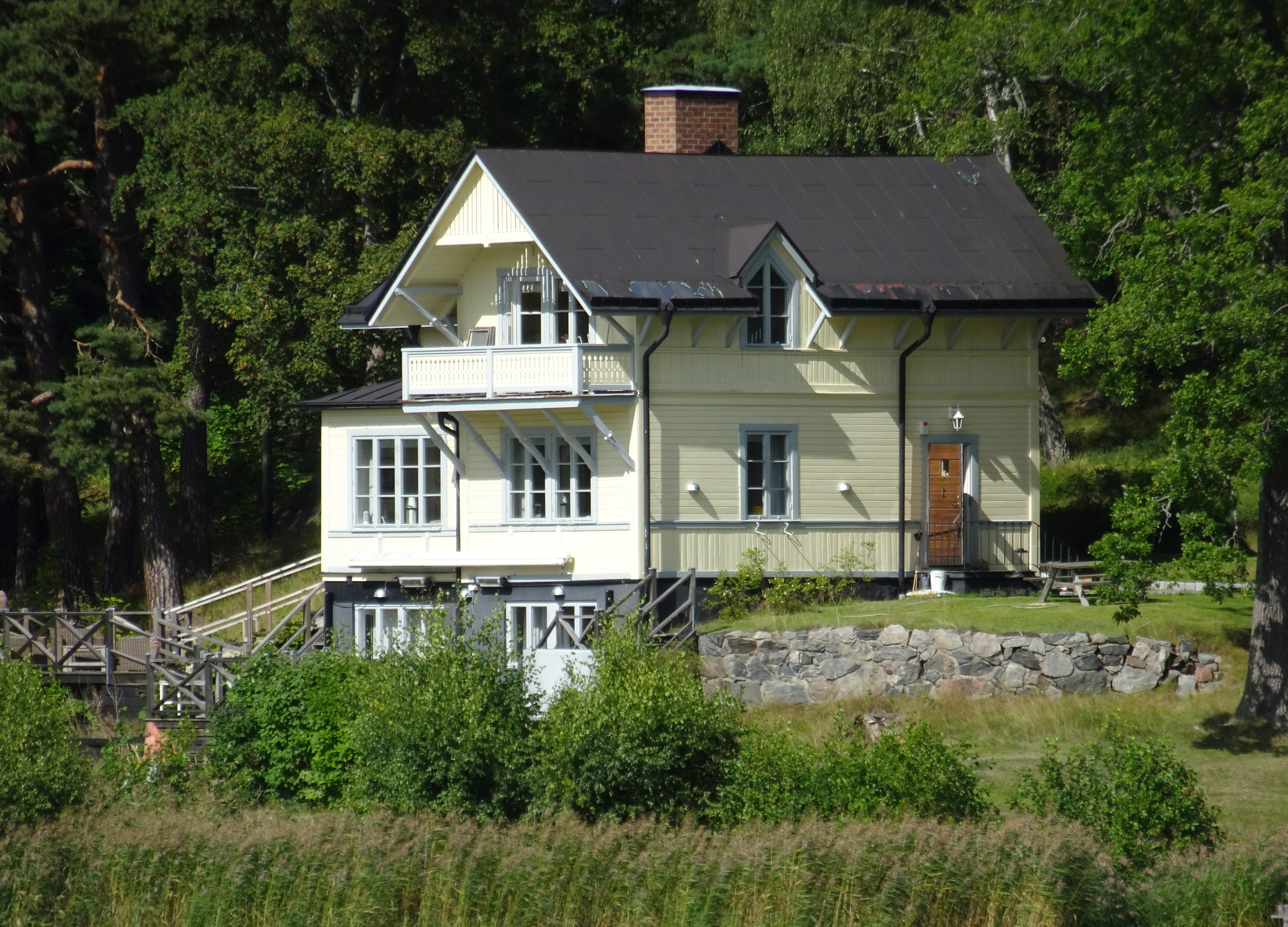
Karlsro (sommarvillan).
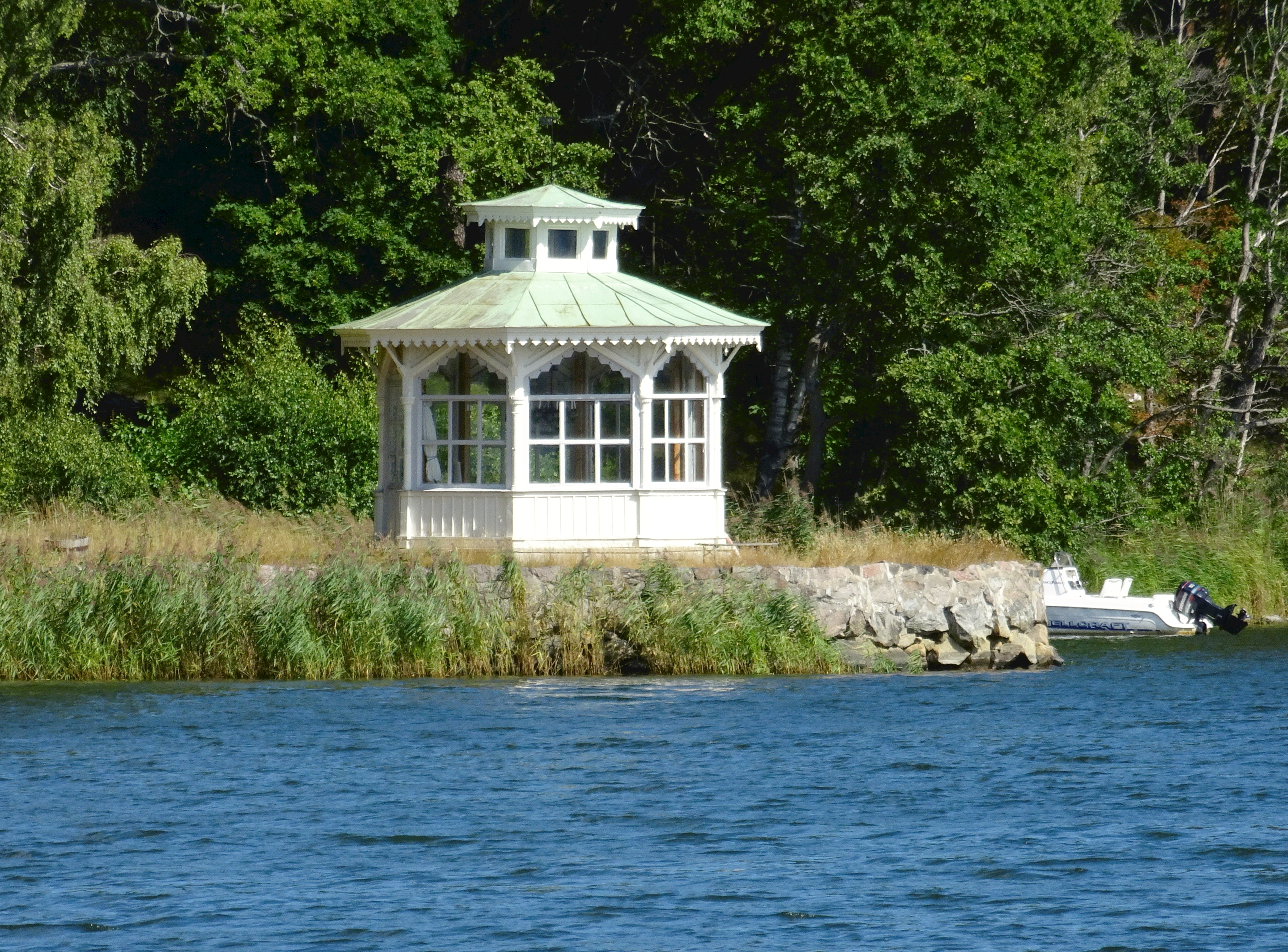
Karlsro (glaspaviljongen).
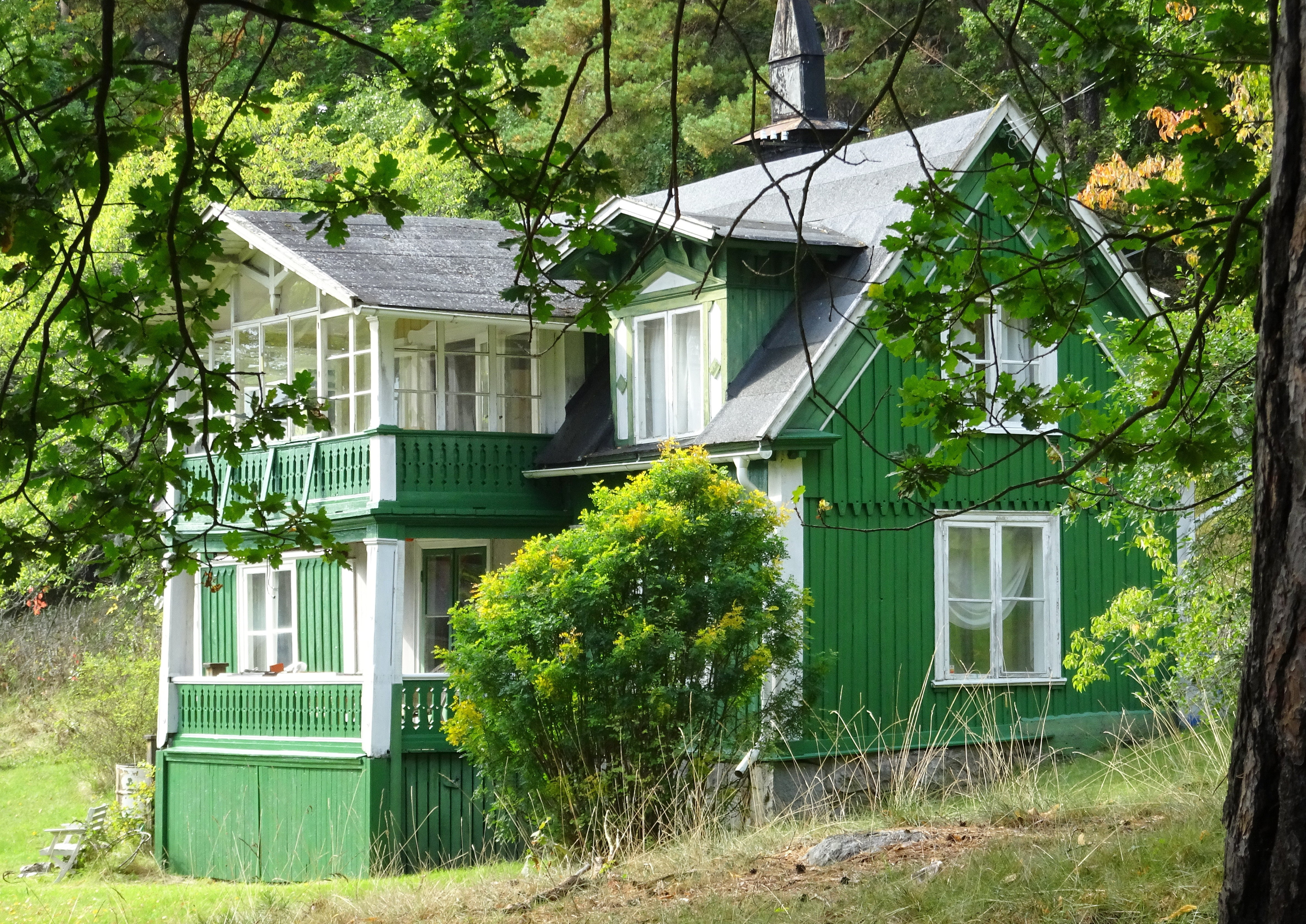
Tomtebo.

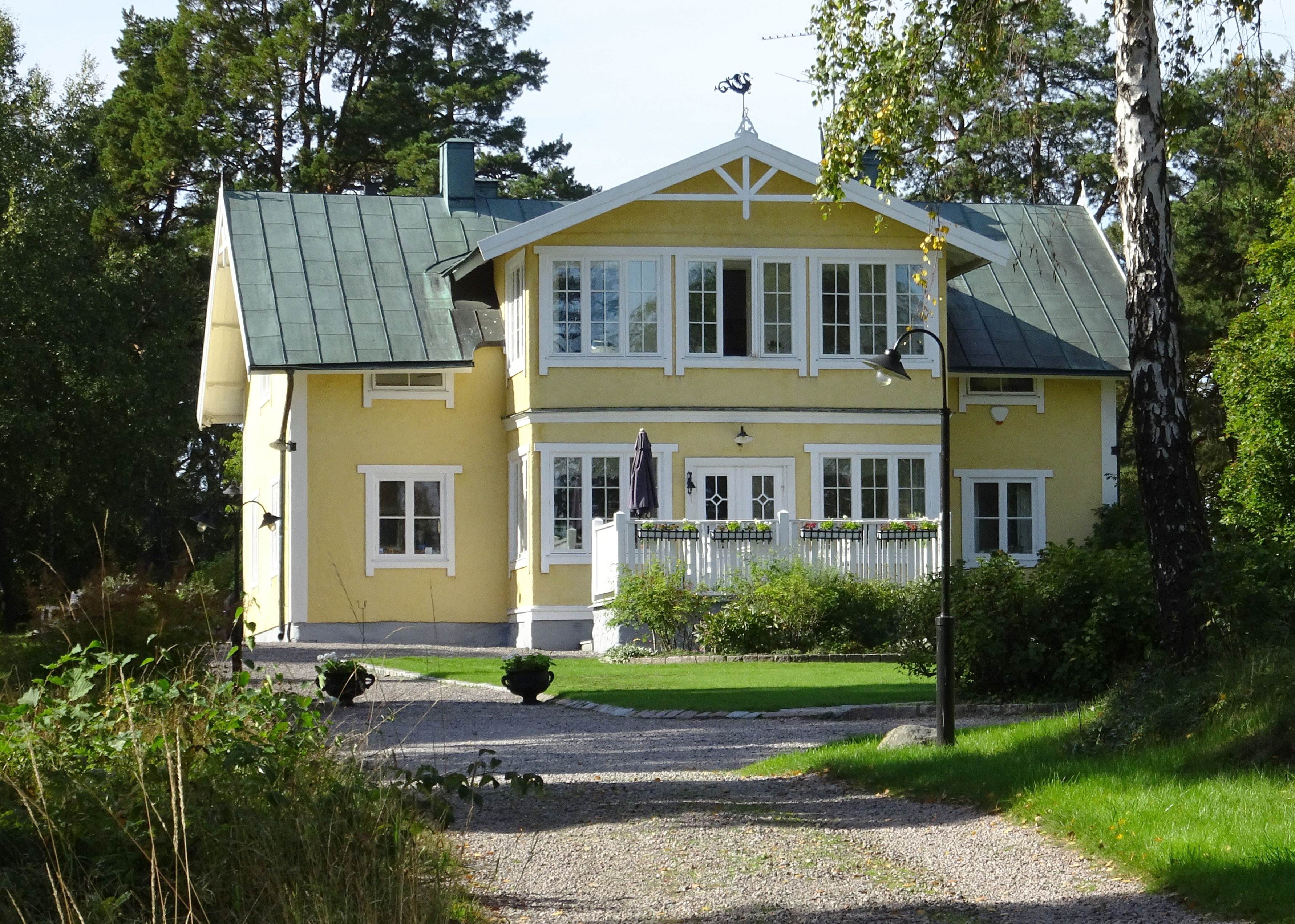
Bellevue.
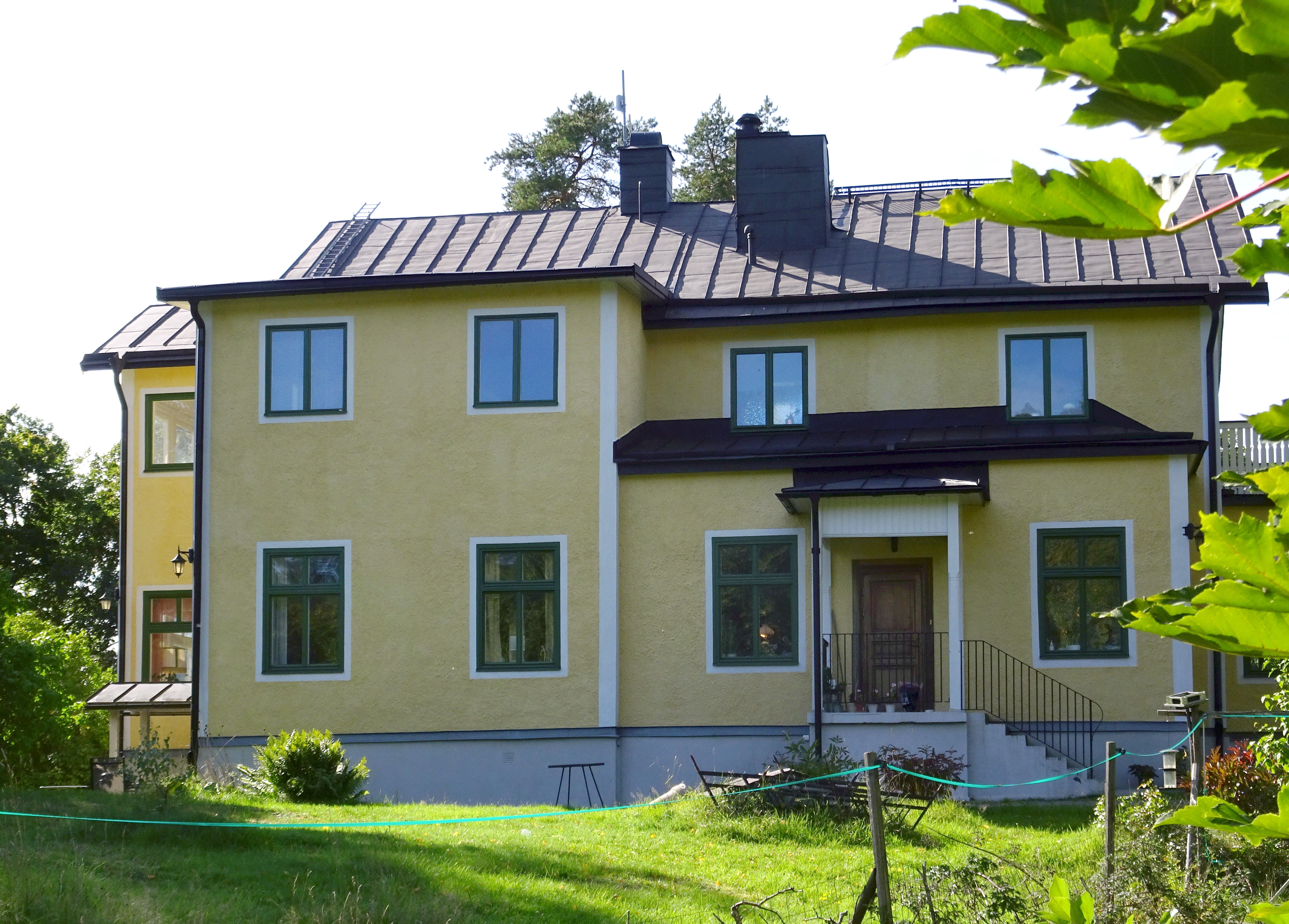
Oskarshäll.
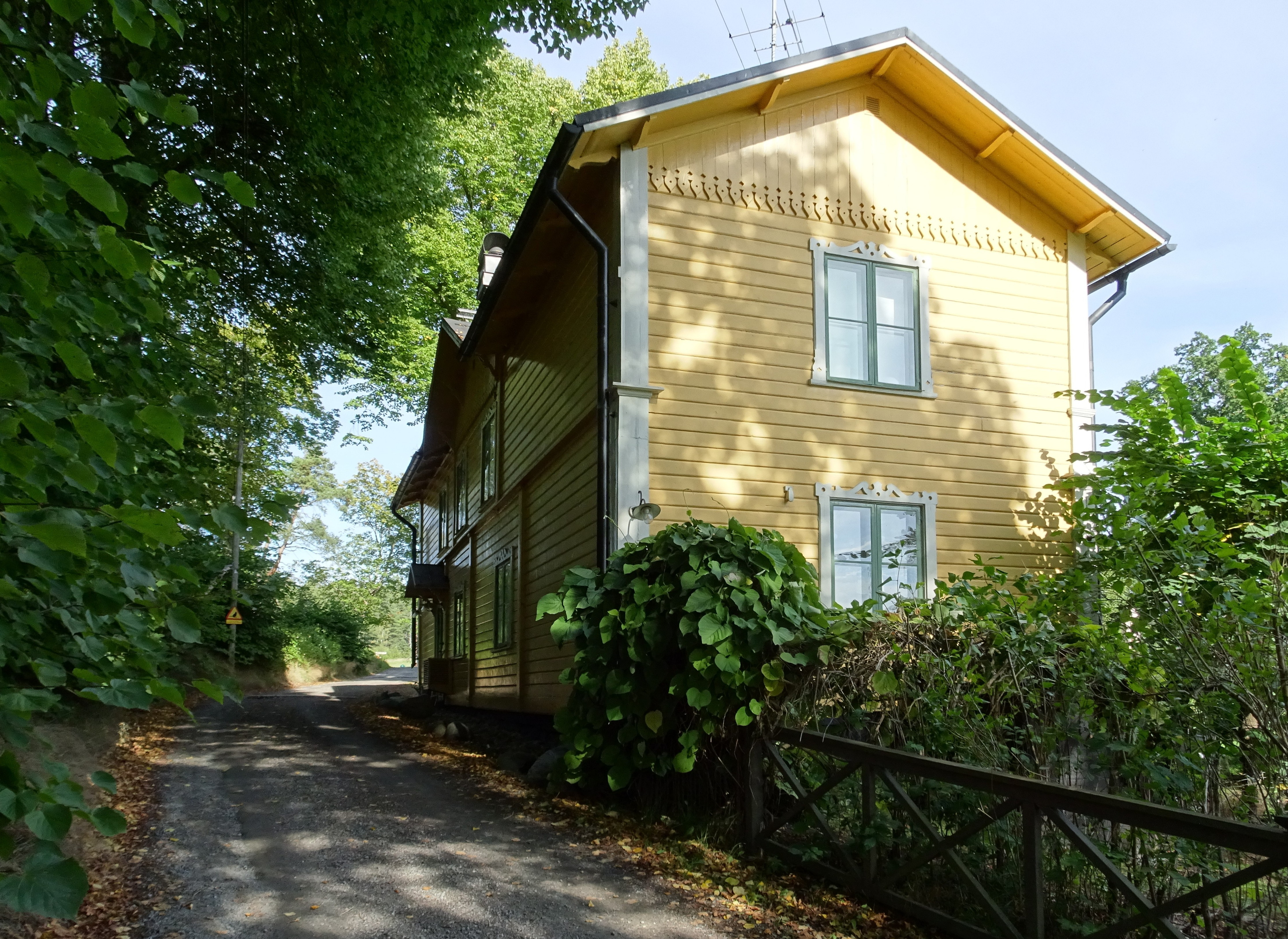
Kristinehäll.
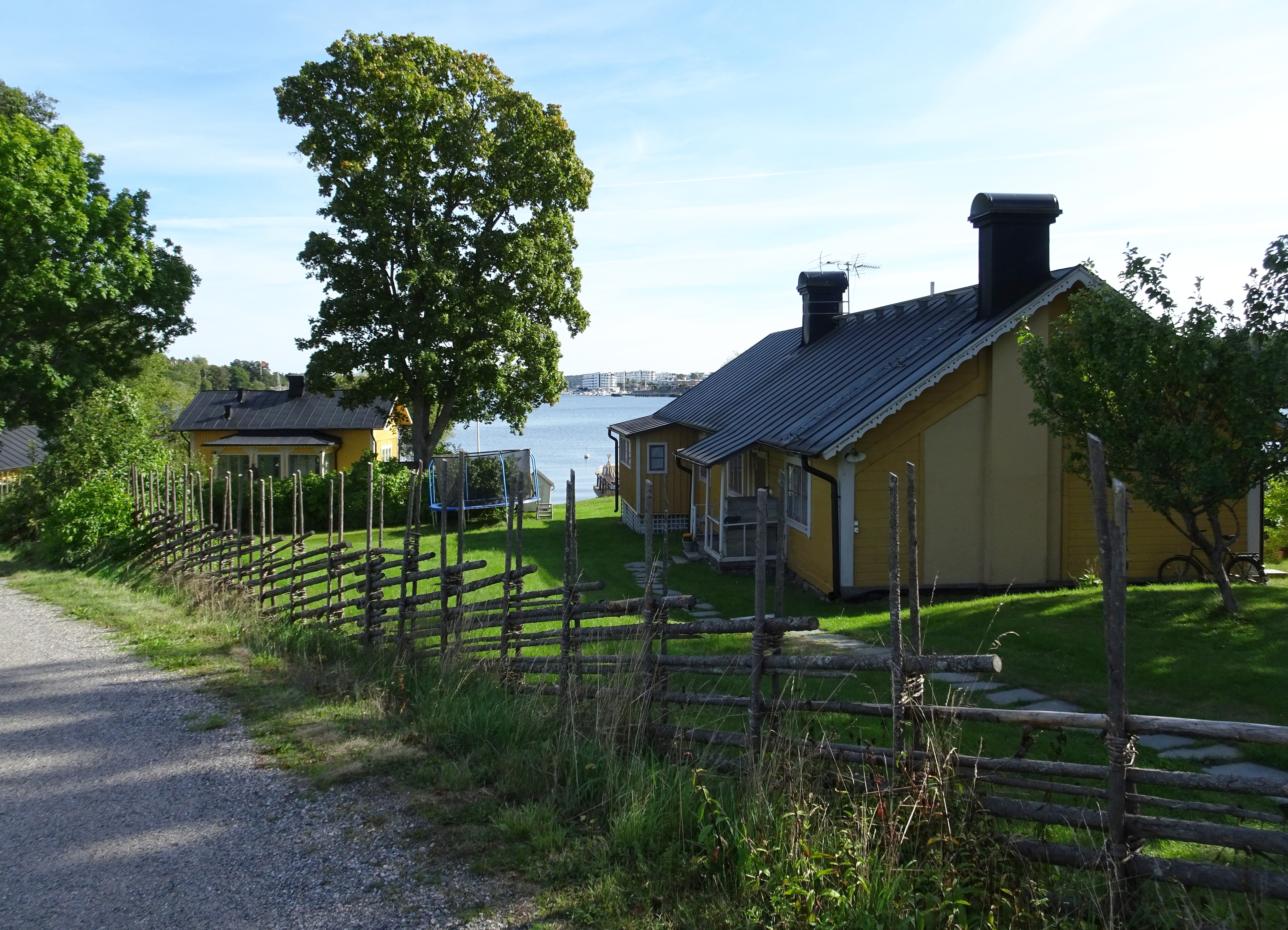
Kristinetjäll.

### Gården under Gustaf Åkerstedt
År 1882 köptes Östra Yttringe av skräddarmästaren Gustaf Åkerstedt. Under hans tid uppfördes 1890 (vindflöjeln anger 1890) två villor nedanför huvudbyggnaden sedan en äldre flygel brunnit. Den ena kallas förvaltarvillan, strax norr om mangårdsbyggnaden, som är en trävilla i två våningar. Huset har karaktär av en tidstypisk sommarvilla med inglasad veranda i två våningar och fasspontpanelade väggar. Jordbruket vid gården sköttes av en arrendator som disponerade förvaltarvillan. Den andra byggnaden kallas trädgårdsmästarbostaden (även kallad franska villan) som beboddes av trädgårdsmästaren. Byggnadens exteriör är i stort sett oförändrad sedan huset uppfördes, fasadernas kulör har dock nyligen ändrats från ursprungligen rött till gult.
Åkerstedt ärvdes 1898 av dottern Ester och svärsonen Wilhelm Schumacher, son till bagarmästaren Carl Wilhelm Schumacher, grundare av Schumachers bageri. 1950 förvärvades den uppodlade marken och betesytorna av Lidingö kommun för att sambrukas med Elfviks gård. Gårdstomten tillsammans med bebyggelsen behölls av sonen Bertil Schumacher och stannade i familjen Schumacher till 1994. År 1979 avstyckades förvaltarvillan och trädgårdsmästarbostaden till egna fastigheter. Kulturlandskapet kring gården hålls öppet genom djurbete och är ett omtyckt strövområde där den nio kilometer långa Elfviksleden passerar igenom.

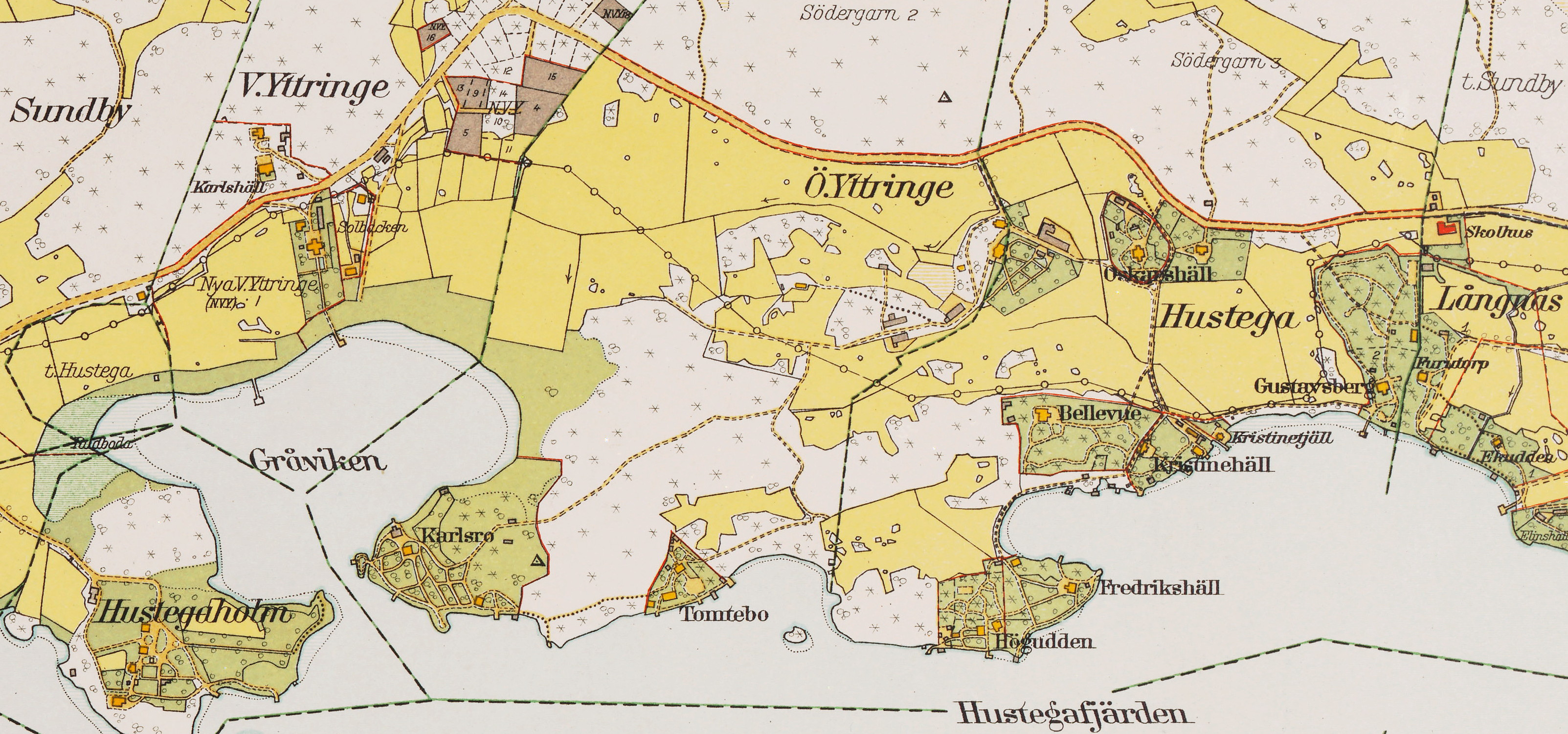
Östra Yttringe på 1920-talet med huvudbebyggelsen och sommarvillorna inritade. Längst i norr ringlar sig dagens Elfviksvägen och i söder sträcker sig Hustegafjärden.

## Ägarlängden

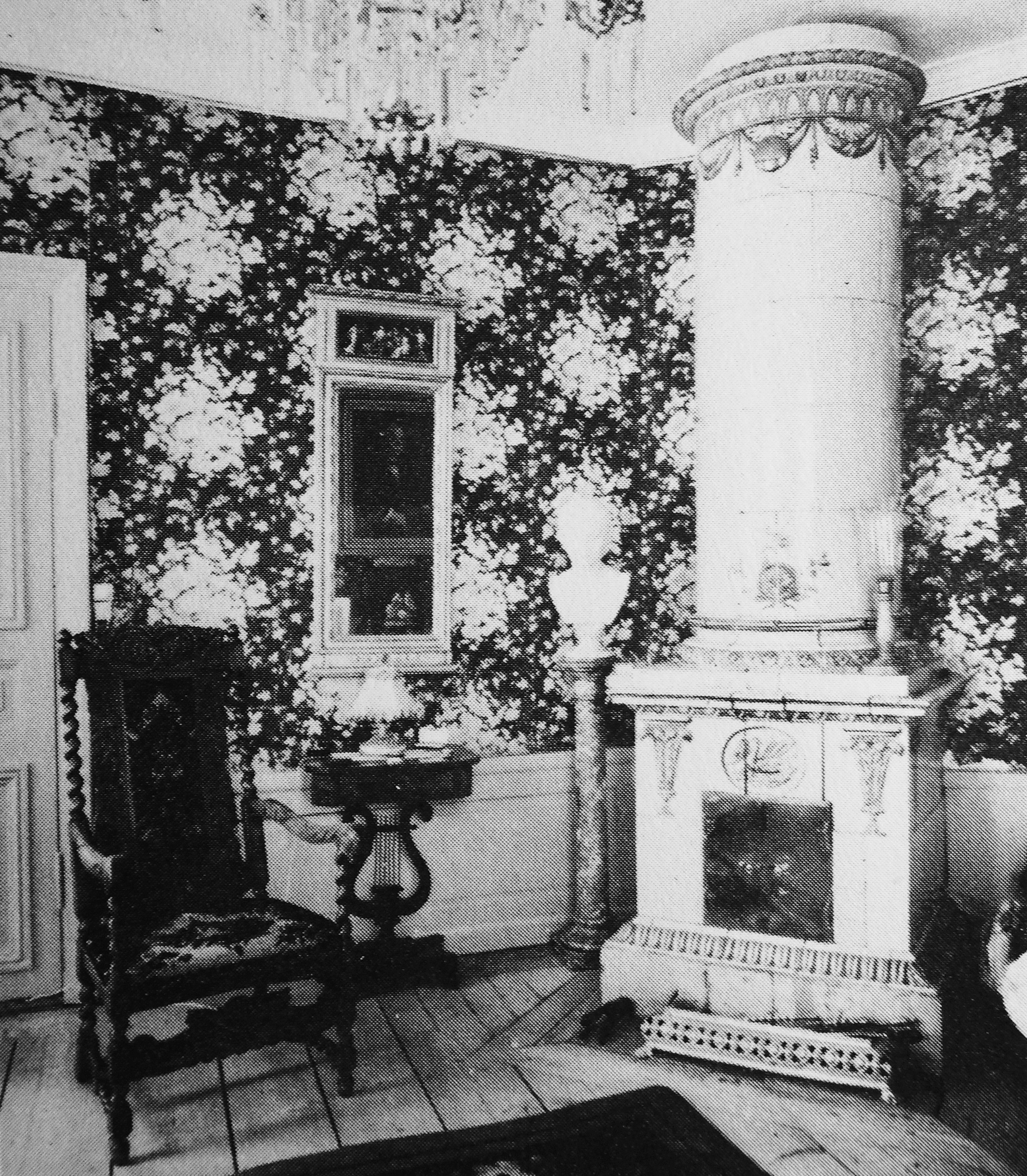
Blå rummet med kolonnkakelugn från 1801, foto från 1960-talet.

Ägarlängden efter att Banérs sålde ut Lidingö 1774 anger följande:
- 1776 Mjölnaren Erik Kolbäck
- 1779 Kofferdikapten Mathias Wijkander gift med Maria.
- 1787 Maria Wijkander (änka till Mathias Wijkander).
- 1793 Häradshövding Anders Lorenz Nordell, som gifte sig 1784 med Gustava Ulrica (död 1842) född Beckman.
- 1829 Gustava Ulrica Nordell (änka efter Anders Nordell)
- 1842 Kofferdikapten Karl Gustav Himberg gift med Anders Nordells ena dotter, Ulrika Sofia Himberg (1803-1891).[4]
- 1846 Lantbrukare C. P. Öhman.
- 1857 Läderhandlaren Oskar Dahlin, gift med C. P. Öhmans dotter.
- 1870 Sundelius.
- 1882 Skräddarmästare Gustaf Åkerstedt.
- 1898 Wilhelm och Ester Schumacher, född Åkerstedt.
- 1950 Bertil Schumacher, gårdstomten. Lidingö stad köper ut lantbruksdelen i fastigheten som överförs till Elfviks gård.
- 1971 Björn och Marianne Schumacher.
- 1994 Familjen Wrede.

### Gårdens bevarade byggnader

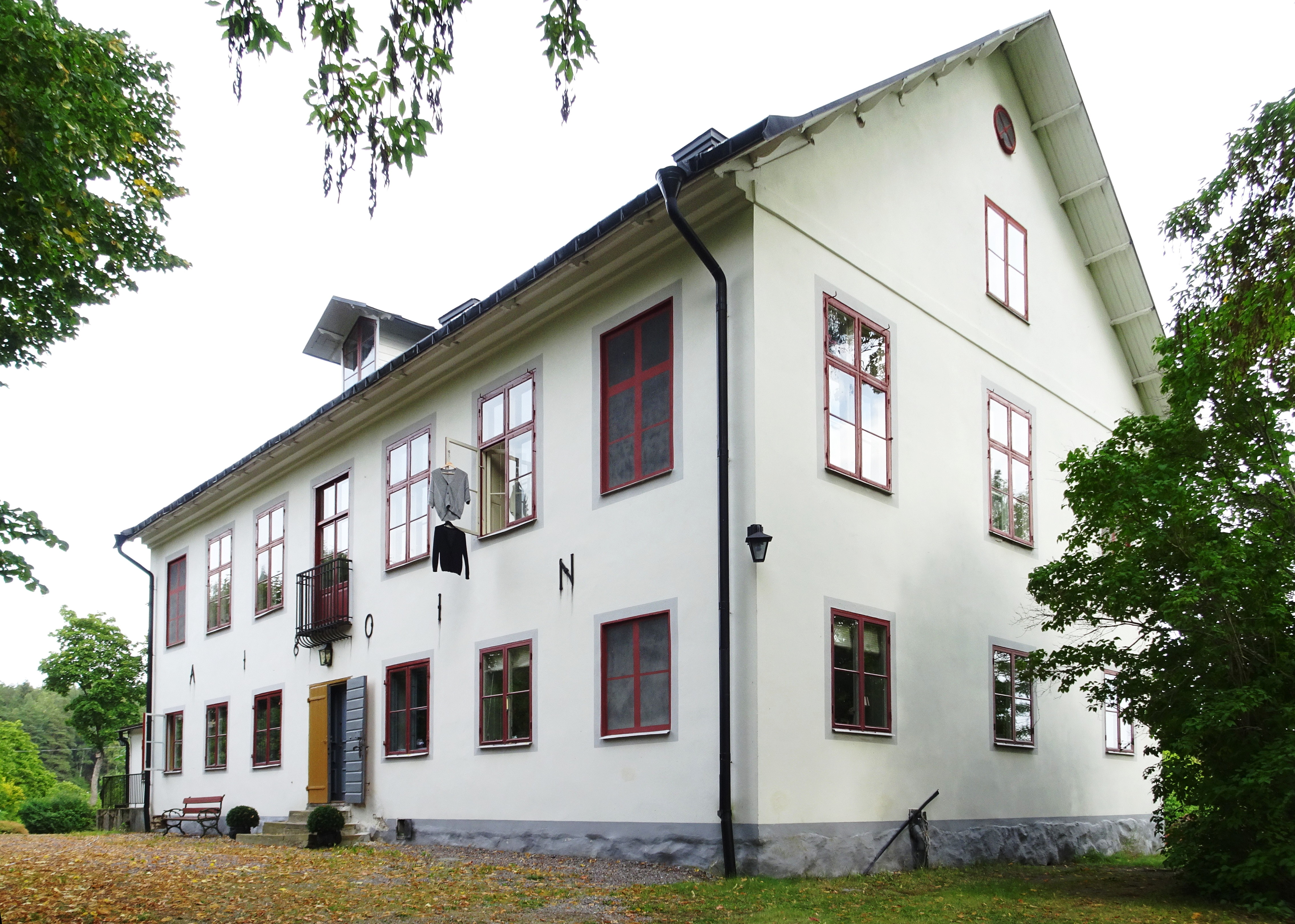
Huvudbyggnaden från 1801.
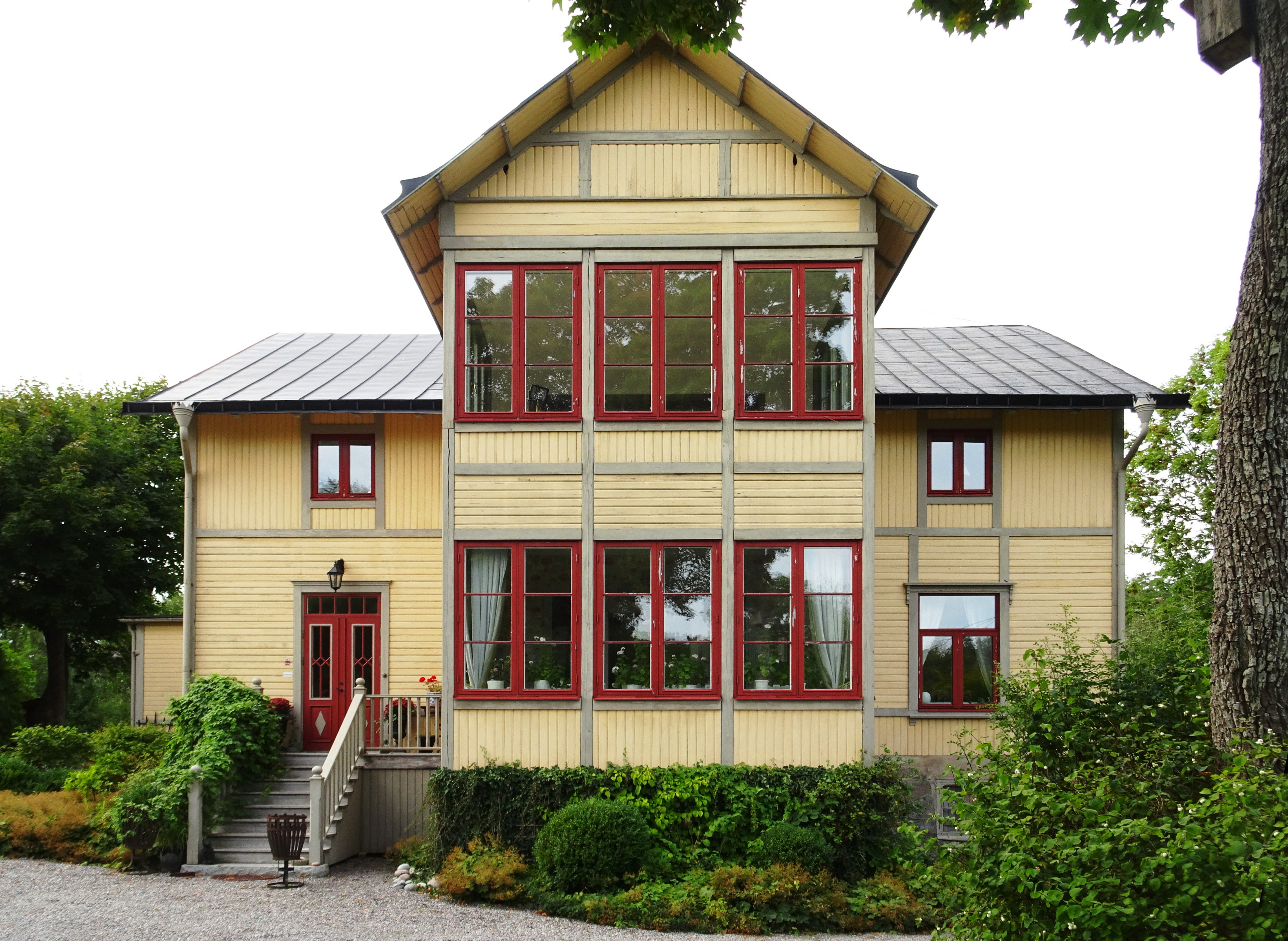
Förvaltarvillan från 1890.
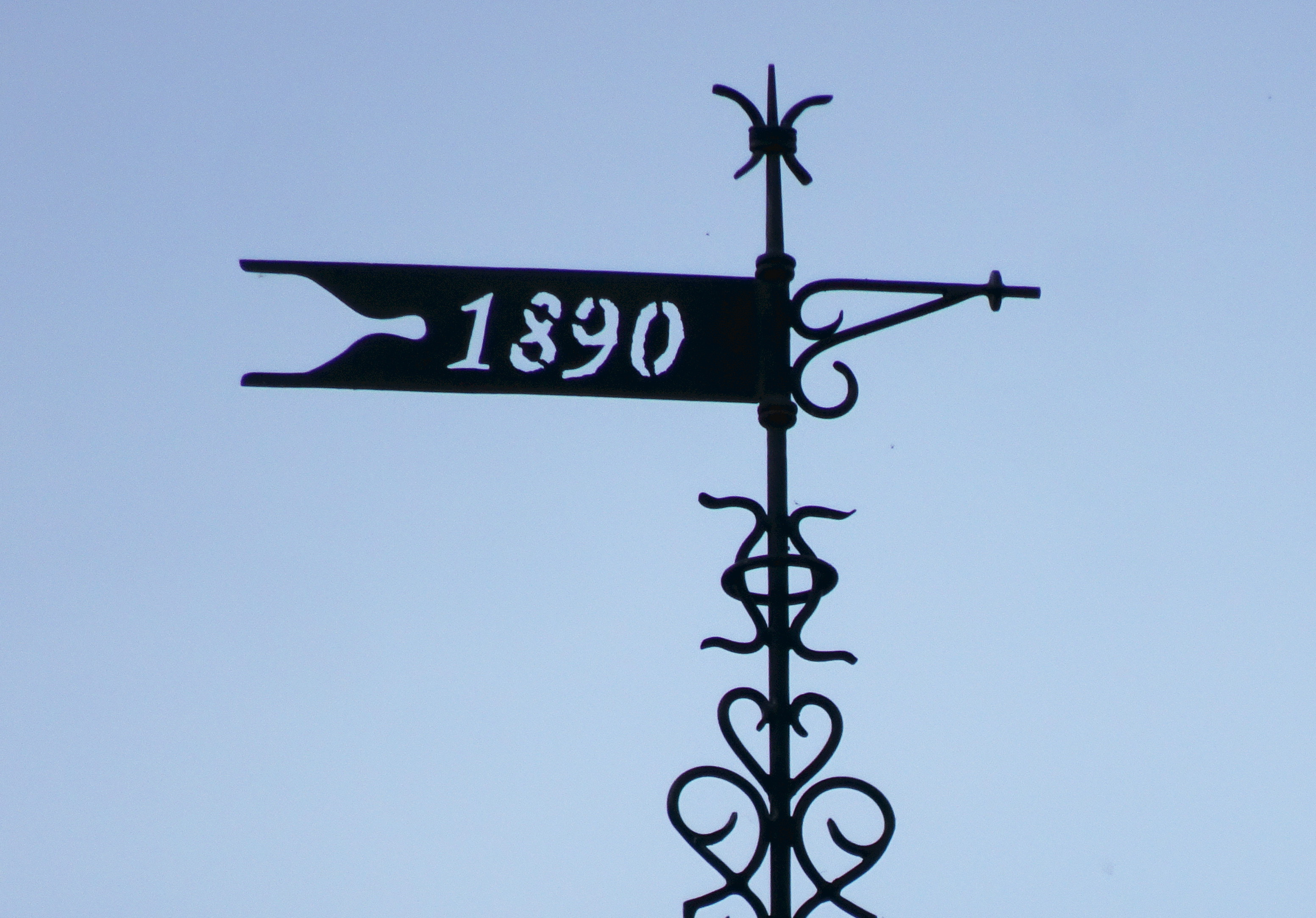
Vindflöjeln på förvaltarvillan.
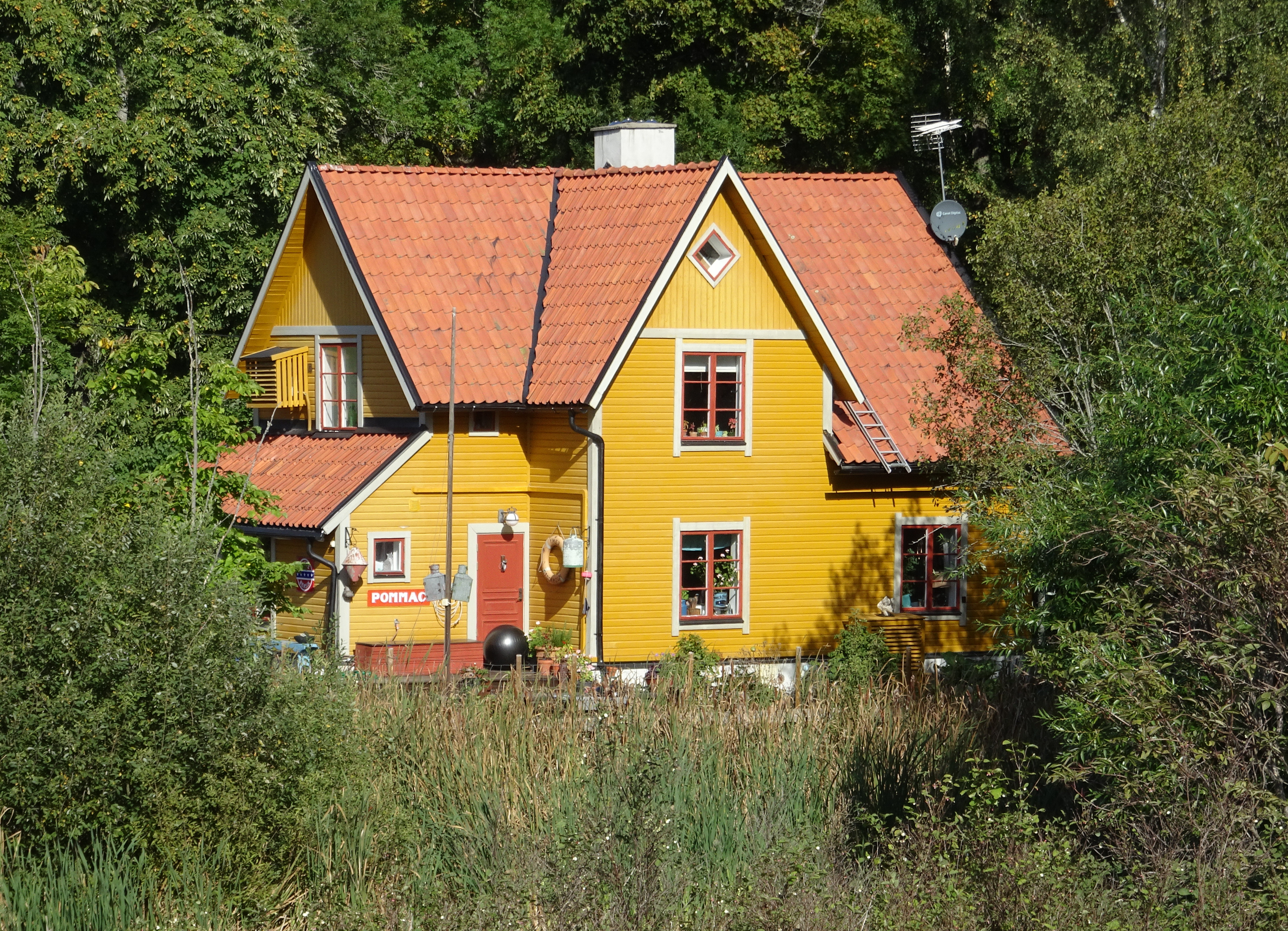
Trädgårdsmästarbostaden.

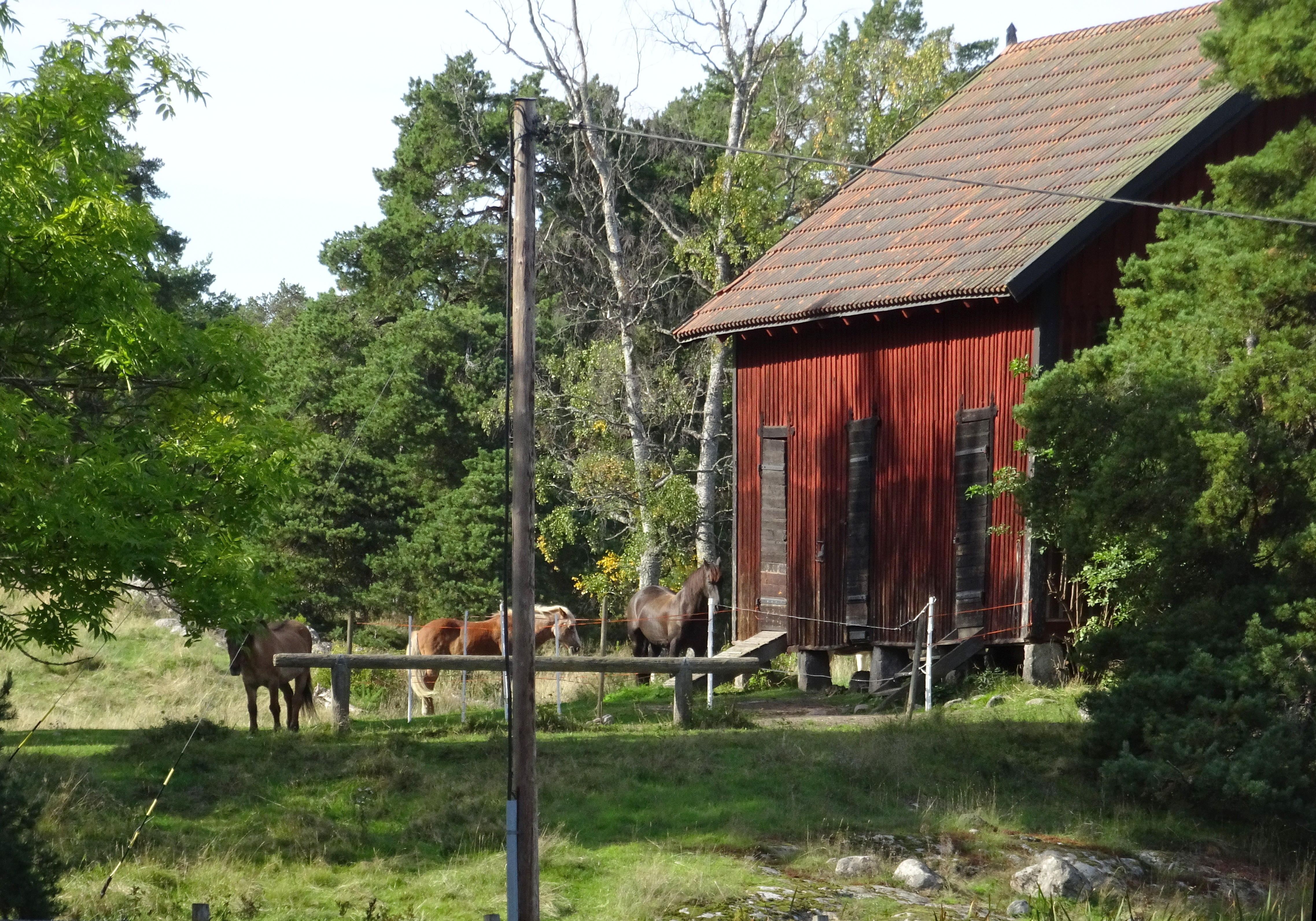
Magasinsbyggnaden.
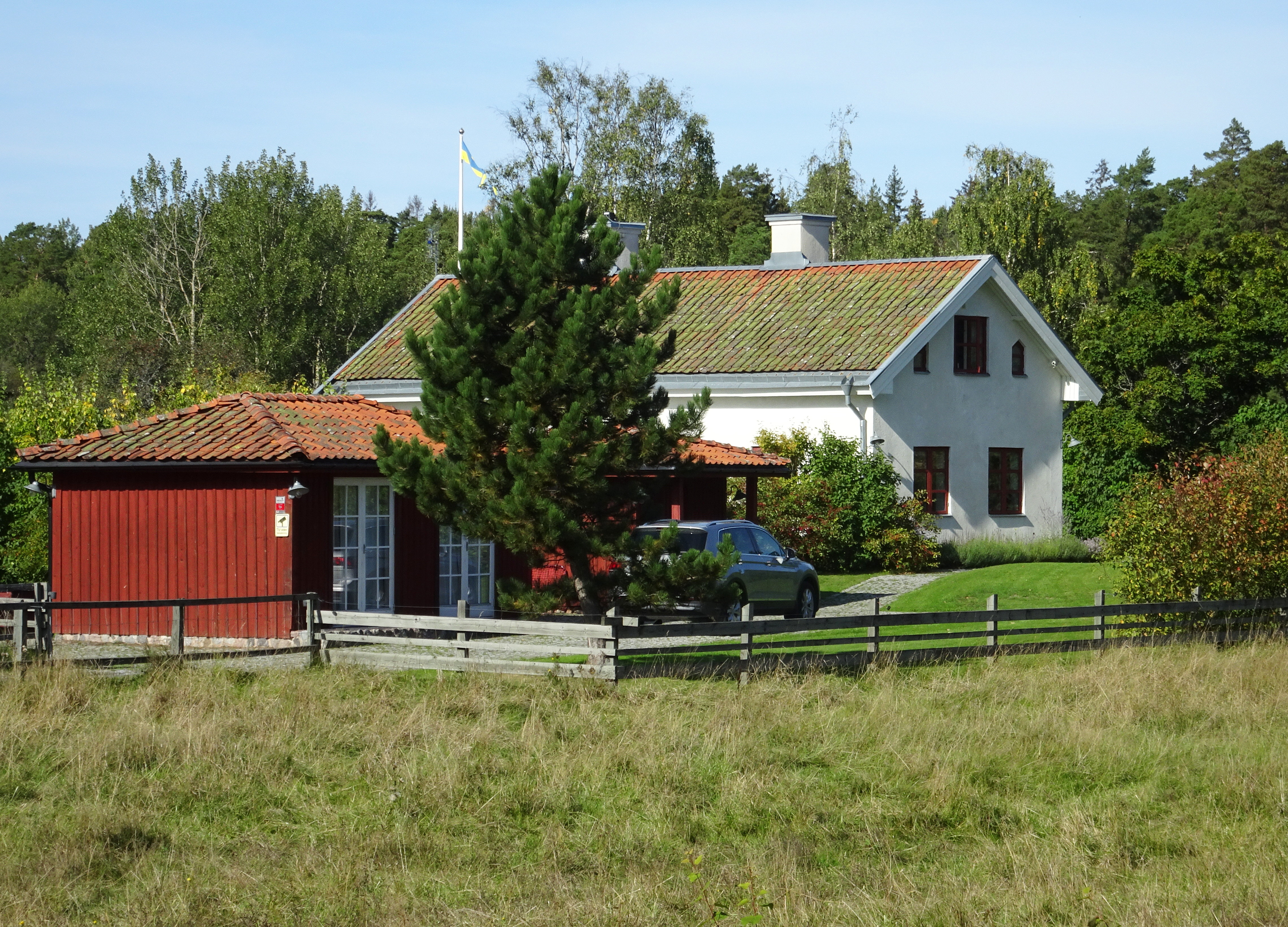
Före detta statarbostaden.
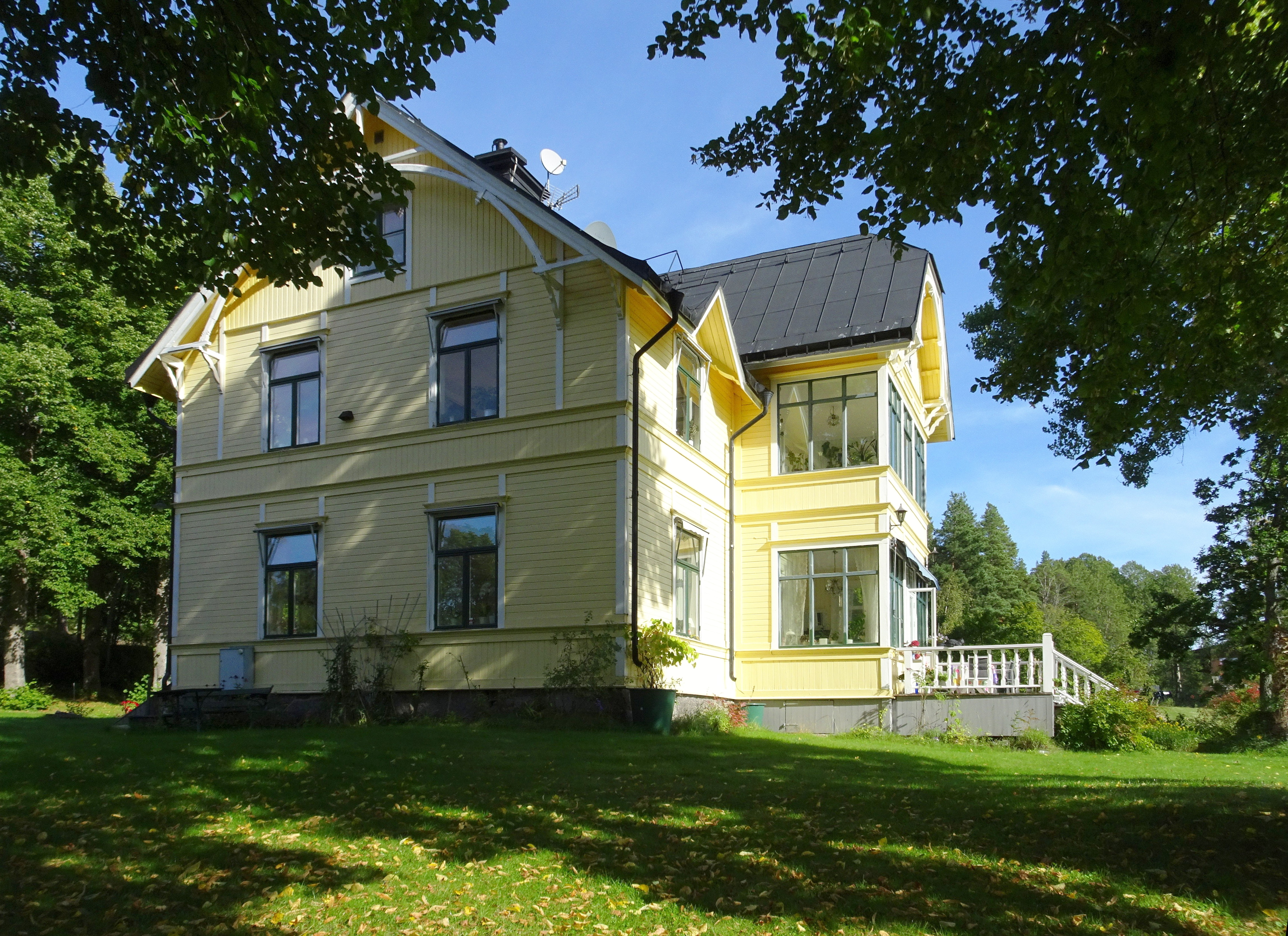
Hustega gård.
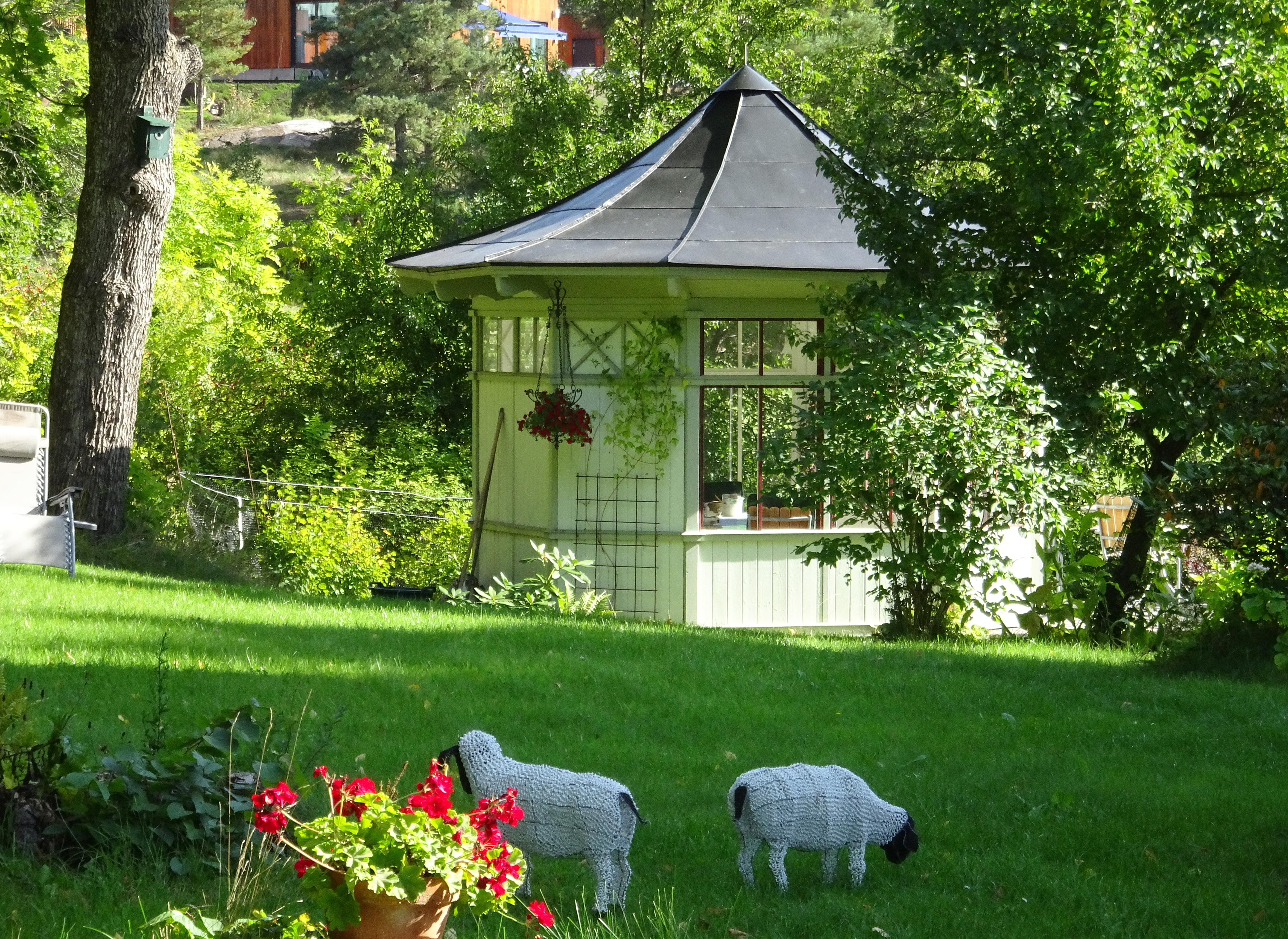
Hustega gårds lusthus.